# Luis Otero Saavedra
Luis Otero Saavedra (Ferrol, 11 de juliol de 1915 - Madrid, 15 de juliol de 1980) va ser un militar espanyol, capità general de Catalunya
Va ingressar en l'Acadèmia d'Infanteria de Toledo al desembre de 1934, i va lluitar en la guerra civil espanyola en el II Terç de la Legió Espanyola, assolint el grau de capità en 1941. Després va estar destinat al Grup de Tiradors de l'Ifni, fou cap de grup de Forces Regulars de Tetuan, a la Brigada de Muntanya número 71 i al Govern Militar de Sant Sebastià. També va ser director de l'Escola Superior de les Forces Armades.
Va ser ascendit a general de brigada en 1971 i destinat com a cap d'estat major de la III Regió Militar. En 1975 fou ascendit a general de divisió. El 1976 fou nomenat Comandant general de Ceuta i el 1978 fou ascendit a tinent general. En 1979 fou nomenat Capità general de Catalunya.
El 30 de desembre de 1979 fou nomenat president del Consell Suprem de Justícia Militar. Va morir a Madrid el 15 de juliol de 1980.